# Pio Mara
Pio Mara (Busto Arsizio, 5 maggio 1900 – ...) è stato un calciatore italiano, di ruolo terzino destro.

## Carriera
Giocò per numerose stagioni con la Pro Patria e fino al 1936, partecipando anche ai primi 4 campionati di Serie A.
Militò poi nella SIAI di Sesto Calende e nel Castellanza.

## Statistiche

### Presenze e reti nei club
In queste statistiche non sono comprese le stagioni al Castellanza.
| Stagione              | Squadra               | Campionato            | Campionato | Campionato | Totale   | Totale |
| Stagione              | Squadra               | Campionato            | Presenze   | Reti       | Presenze | Reti   |
| --------------------- | --------------------- | --------------------- | ---------- | ---------- | -------- | ------ |
| 1921-1922             | Pro Patria            | PC                    | 6          | 0          | 6        | 0      |
| 1922-1923             | Pro Patria            | SD                    | 9          | 0          | 9        | 0      |
| 1923-1924             | Pro Patria            | SD                    | 11         | 0          | 11       | 0      |
| 1924-1925             | Pro Patria            | SD                    | 18         | 0          | 18       | 0      |
| 1925-1926             | Pro Patria            | SD                    | 20         | 0          | 20       | 0      |
| 1926-1927             | Pro Patria            | PD                    | 22         | 0          | 22       | 0      |
| 1927-1928             | Pro Patria            | DN                    | 18         | 0          | 18       | 0      |
| 1928-1929             | Pro Patria            | DN                    | 3          | 0          | 3        | 0      |
| 1929-1930             | Pro Patria            | A                     | 8          | 0          | 8        | 0      |
| 1930-1931             | Pro Patria            | A                     | 6          | 0          | 6        | 0      |
| 1931-1932             | Pro Patria            | A                     | 7          | 0          | 7        | 0      |
| 1932-1933             | Pro Patria            | A                     | 12         | 0          | 12       | 0      |
| 1933-1934             | Pro Patria            | B                     | 27         | 0          | 27       | 0      |
| 1934-1935             | Pro Patria            | B                     | 26         | 0          | 26       | 0      |
| 1935-1936             | Pro Patria            | C                     | 30         | 0          | 30       | 0      |
| Totale Pro Patria     | Totale Pro Patria     | Totale Pro Patria     | 223        | 0          | 223      | 0      |
| 1936-1937             | SIAI Marchetti        | C                     | ?          | ?          | ?        | ?      |
| 1937-1938             | SIAI Marchetti        | C                     | ?          | ?          | ?        | ?      |
| Totale SIAI Marchetti | Totale SIAI Marchetti | Totale SIAI Marchetti | ?          | ?          | ?        | ?      |
| Totale carriera       | Totale carriera       | Totale carriera       | 224+       | 0+         | 224+     | 0+     |

## Palmarès

### Club

#### Competizioni nazionali
- Prima Divisione: 1

Pro Patria: 1926-1927